# 達太安浪漫三部曲
《達太安浪漫三部曲》是由法國大文豪大仲馬於1844年到1850年間，以火槍手達太安的一生為主線，描寫法國17世紀中期的歷史三部曲。包括：
- 《三劍客》，場景開始於1625年; 由法國雜誌Le Siècle 從1844年3月到7月之間進行連載。大仲馬宣稱這部作品是根據其在法國國家圖書館發現的一部手稿《拉費爾伯爵回憶錄》改寫的[1]。
- 《二十年後》，場景開始於1648年，即《三個火槍手》結尾后20年。由於上一部大獲成功，大仲馬在1845年開始了第二部作品的連載。
- 《布拉熱洛納子爵》，場景從1660年到1673年，也即《二十年後》結尾10年后發生的事情。這部作品於1847年10月到1850年1月進行連載。此作品一般被分成三，四或者五個部份：
  - 分成三部份的版本：分為子題目《布拉熱洛納子爵》，《露易絲·拉·瓦里埃爾》（Louise de la Vallière），《鐵面人》

  - 分成四部份的版本：分為子題目《布拉熱洛納子爵》，《十年後》，《露易絲·拉·瓦里埃爾》，《鐵面人》

  - 分成五部份的版本：子題目同四部份版，還有一小章節沒有提到題目。

此外還有兩部可能為達太安系列的續集的作品：小說《波爾多斯之子》和《D'Artagnan Kingmaker》，出版於1883年和1900年。達太安并無在第一部作品中出現，這部作品以大仲馬的名義銷售，但是實際上是由保羅·馬哈林寫的。 第二部作品被認為是根據大仲馬的一部劇作改編的，因為大仲馬在1870年已經去世了。